# Hulcze (gmina)
Hulcze (do 1951 Waręż) – dawna gmina wiejska istniejąca w latach 1951–1954 w woj. lubelskim. Siedzibą gminy były Hulcze.
W 1920 roku jednostkowa gmina Hulcze stała się jedną z gmin powiatu sokalskiego w woj. lwowskim. 1 sierpnia 1934 roku jednostka weszła w skład nowo utworzonej zbiorowej gminy Waręż (w tymże powiecie i województwie), którą w 1944 roku przyłączono do powiatu hrubieszowskiego w woj. lubelskim.
Gminę zbiorową Hulcze utworzono dopiero 26 listopada 1951 roku w woj. lubelskim, w powiecie hrubieszowskim, po przeniesieniu siedziby gminy Waręż z Waręża do Hulcza i zmianie nazwy jednostki na gmina Hulcze. Przyczyną tego manewru było odstąpienie Związkowi Radzieckiemu głównej części gminy Waręż (wraz z jej siedzibą – Warężem) w ramach umowy o zamianie granic z 1951 roku. W skład gminy weszło 15 gromad: Chochłów, Dłużniów, Horodyszcze, Hulcze, Kościaszyn, Leszczków, Liski, Liwcze, Łubów, Marysin Kolonia, Polanka, Przewodów, Rusin, Winniki i Żniatyn. 1 lipca 1952 roku liczba gromad wynosiła już 10 (zniesiono gminy: Leszczków, Łubów, Marysin Kolonia, Polanka, Rusin i Winniki, odtworzono natomiast gromadę Sulimów, istniejącą dawniej w gminie Waręż).
Gmina została zniesiona 29 września 1954 roku wraz z reformą wprowadzającą gromady w miejsce gmin. Chochłów, Horodyszcze, Hulcze, Kościaszyn, Liwcze i Sulimów utworzyły gromadę Hulcze, natomiast Dłużniów, Liski, Przewodów i Żniatyn utworzyły gromadę Żniatyn.
Jednostki nie przywrócono 1 stycznia 1973 roku po reaktywowaniu gmin.